# Matthias Wollong
Matthias Wollong (* 31. Dezember 1968 in Berlin) ist ein deutscher Violinist.

## Werdegang

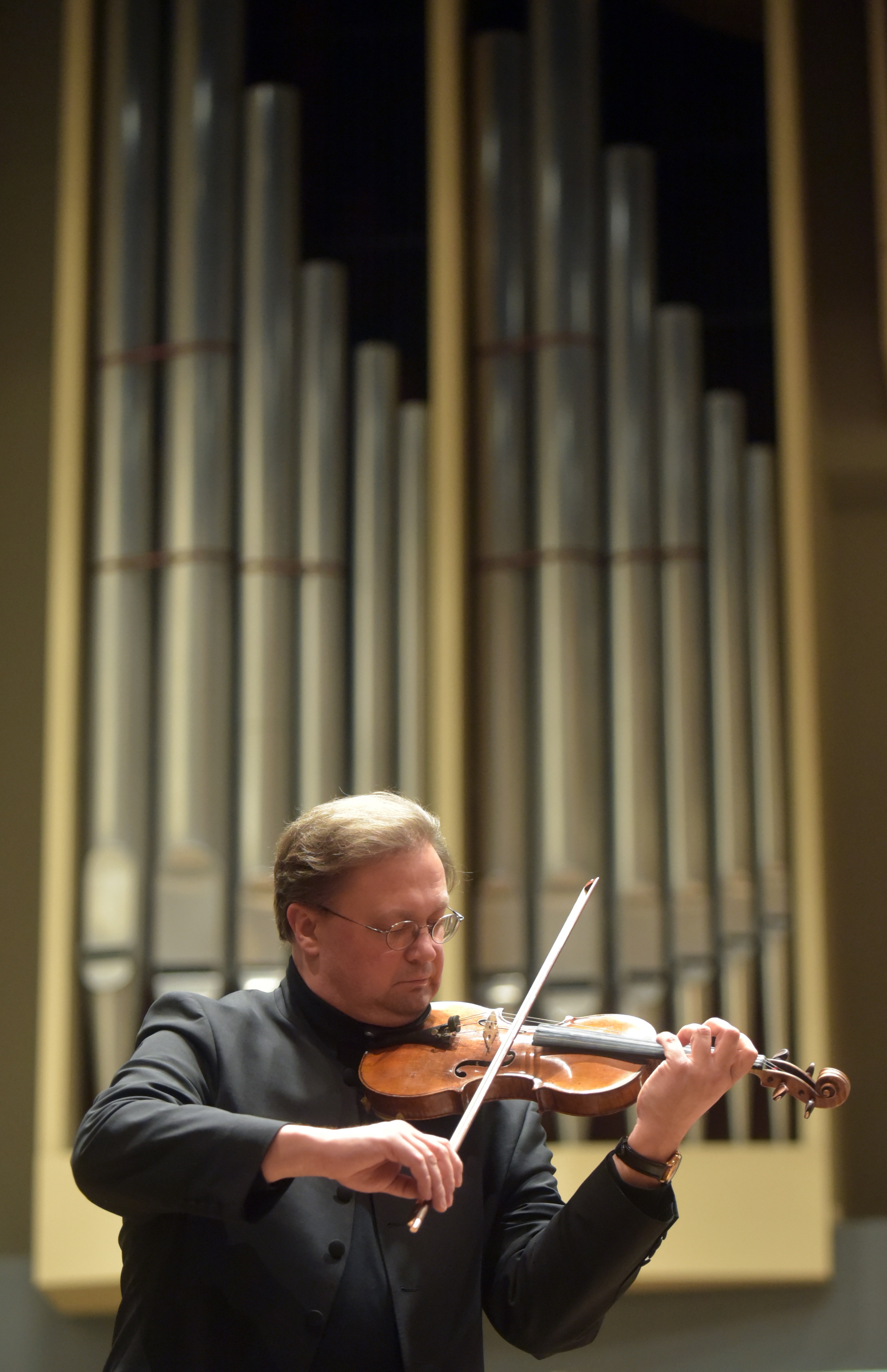
Matthias Wollong (2016)

Matthias Wollong begann im Alter von fünf Jahren mit dem Violinspiel. Nach einer Ausbildung in der Meisterklasse von Werner Scholz ging er von 1987 bis 1989 in die Schweiz, um bei dem Geiger und Pädagogen Tibor Varga zu studieren. Während dieser Zeit trat er in der Bundesrepublik, in Frankreich und in der Schweiz als Solist auf. Mit dem Sieg des nach seinem Lehrer benannten Violinwettbewerbs beendete er seine dortige Studienzeit. Weitere Preise, wie der Hauptpreis beim Violinwettbewerb „Joseph Joachim“ in Österreich, schlossen sich an.
Als Solist arbeitete er mit den Dirigenten Ádám Fischer, Rafael Frühbeck de Burgos, Marek Janowski, Wladimir Jurowski und Sir Colin Davis und dem ORF-Symphonie-Orchester, dem Rundfunk-Sinfonieorchester Berlin, der Staatskapelle Dresden, den Berliner Symphonikern und der Staatskapelle Weimar zusammen.
In jungen Jahren war er Mitglied des Gustav Mahler Jugendorchesters. Seit 1999 ist Matthias Wollong 1. Konzertmeister der Sächsischen Staatskapelle, nachdem er von 1991 bis 1999 die gleiche Position beim Rundfunk-Sinfonieorchesters Berlin bekleidete. Während der Sommermonate musiziert er als 1. Konzertmeister im Orchester der Bayreuther Festspiele.
Wollong widmet sich intensiv der Kammermusik. Er trat in verschiedenen Formationen  bei den Salzburger Osterfestspielen und bei den Internationalen Schostakowitsch Tagen Gohrisch auf. Als  Kammermusiker veröffentlichte er  Rundfunk- und CD-Aufnahmen, wie  das Gesamtwerk für Violine von Othmar Schoeck und Wilhelm Furtwängler, die Klaviertrios von Johannes Brahms und Ludwig van Beethoven (Genuin). 2008 erhielt er für die Aufnahme von Kammermusik Erich Wolfgang Korngolds einen „Echo Klassik“.
Seit 2003 verbindet ihn eine ständige Zusammenarbeit als Dirigent und Solist mit dem European Union Chamber Orchestra, mit dem er in Europa, Fernost und Nord- und Südamerika Tourneen unternahm.
Als Dirigent leitete er das Deutsche Kammerorchester, die Thüringen Philharmonie und gastierte beim Cairo Symphony Orchestra.
Wollong hat eine Professur an der Hochschule für Musik Franz Liszt Weimar, wo er auch lebt. Er spielt auf einer Violine von Andrea Guarneri aus dem Jahre 1676.

## Aufnahmen
| Werke                                                                                 | Mitwirkende | Label                                 |
| ------------------------------------------------------------------------------------- | --- | ------------------------------------- |
| Alfredo Casella Violinkonzert a-moll op. 48                                           | Michael Sanderling Rundfunk-Sinfonieorchester Berlin                                                                         | Capriccio                             |
| Alfredo Casella Tripelkonzert op 56                                                   | Danjulo Ishizaka, Violoncello Frank Immo Zichner, Klavier                                                                    | Capriccio                             |
| Ernest Bloch Konzert für Violine und Orchester                                        | Vladimir Jurowski Rundfunk-Sinfonieorchester Berlin                                                                          | Capriccio                             |
| Salomon Jadassohn Klaviertrio op. 85, Klavierquartett op. 77, Klavierquintett op. 126 | Birgitta Wollenweber, Klavier Matthias Wollong, Jörg Fassmann, Violinen Hartmut Rohde, Viola Michael Sanderling, Violoncello | Real Sound                            |
| Erich Wolfgang Korngold Suite op. 23                                                  | Trio Parnassus | Musikproduktion Dabringhaus und Grimm |
| Florent Schmitt Klavierquintett op. 51 À tour d `anches op. 97                        | Solistenensemble Berlin | Naxos                                 |
| Gaetano Donizetti La Favorite, arrangiert für zwei Violinen von Richard Wagner        | Matthias Wollong, Jörg Fassmann, Violinen Daniel Morgenroth, Sprecher                                                        | Oehms Classics                        |
| Wilhelm Furtwängler Violinsonaten Nr. 1+2                                             | Birgitta Wollenweber, Klavier                                                                                                | cpo                                   |
| Othmar Schoeck Sonaten für Violine und Klavier                                        | Patricia Pagny, Klavier | Musikszene Schweiz, MGB               |
| Johannes Brahms Klaviertrios Nr. 1–3                                                  | Trio Ex Aequo | Genuin                                |
| Ludwig van Beethoven Klaviertrios op 70 Nr. 1 („Geistertrio“), op. 121a, op. 1 Nr. 2  | Trio Ex Aequo | Genuin                                |